# عبدالرحمن خدایی
عبدالرحمن خدایی (زاده ۱۳۲۰ بویین سفلی) مشهور به ماموستا ملا عبدالرحمن خدایی  مجتهد اهل سنت و امام جمعه پیشین شهر سنندج است.
وی از سال ۱۳۷۱ به‌طور مستمر دبیر شورای روحانیت و امام جمعه شهرستان بانه است و یک دوره هم عضو مجلس خبرگان رهبری بوده‌است. وی پس از درگذشت ماموستا مجتهدی در خرداد ۱۳۹۳ به امامت جمعه سنندج منصوب شد.
وی پس از تحصیلات ابتدایی در زادگاهش، به تحصیل علوم دینی روی آورد و از محضر عالمان اهل سنت بهره برد و به درجه اجتهاد نائل آمد. ضمن تحصیل به تدریس تفسیر و دیگر دروس حوزوی پرداخت.